# Rudolf Flinzer
Rudolf Flinzer (9 de novembro de 1889 - 17 de junho de 1976) foi um oficial alemão que serviu no Deutsches Heer durante a Segunda Guerra Mundial. Foi condecorado com a Cruz de Cavaleiro da Cruz de Ferro com Folhas de Carvalho.

## Condecorações
| Cruz de Ferro (1914) 2ª Classe                                   | 18 de setembro de 1914 |
| Cruz de Ferro (1914) 1ª Classe                                   | 15 de agosto de 1915   |
| Cruz de Honra da Guerra Mundial 1914/1918                        | 5 de outubro de 1935   |
| Cruz de Ferro (1939) 2ª Classe                                   | 21 de maio de 1940     |
| Cruz de Ferro (1939) 1ª Classe                                   | 6 de junho de 1942     |
| Medalha da Frente Oriental                                       | 27 de agosto de 1942   |
| Distintivo Geral de Assalto                                      |                        |
| Cruz Germânica em Ouro                                           | 27 de janeiro de 1944  |
| Cruz de Cavaleiro da Cruz de Ferro                               | 6 de abril de 1943     |
| Cruz de Cavaleiro da Cruz de Ferro com Folhas de Carvalho nº 575 | 5 de setembro de 1944  |